# Lenguas maba
Las lenguas maba constituyen un pequeño grupo de lenguas común clasificadas dentro de las lenguas nilo-saharianas. Las lenguas maba se hablan en Chad, República Centroafricana, Sudán (Darfur) y Sudán del Sur.
Las lenguas maba fueron las lenguas principales del imperio wadai (1635-1909).

## Clasificación

### Lenguas de la familia
Las lenguas del grupo maba se hablan en Chad oriental, Sudán occidental y noreste de la República Centroafricana. Greenberg clasificó a estas lenguas dentro de filo nilosahariano, mientras que Tucjer y Bryan (1956) las habían clasificado como un grupo independiente sin parentesco aparente con otras lenguas de África.

### Clasificación interna
Las lenguas maba incluyen las siguientes lenguas:
- Kenjeje (Yaali)
- Mabang (Mabano septentrional)
  - Maba
  - Koboi (considerado una variante de maba).
  - D-Mimi (Mimi de la lista de Decorse)
- Mabano central
  - Masalit: Surbakhal, Masalit
  - Karanga (central?)
  - Marfa (central?)
  - Baxat (central?)
- Runga-Kibet (Mabano meridional)
  - Aiki (llamado runga en las fuentes más antiguas)
  - Kibet es cercano al aiki, al punto que algunos autores los consideran variantes de la misma lengua.
- Otras lenguas poco documentadas:
  - Muru (runga-kibet?)
  - Dagal (runga-kibet?)

Esta división en tres grupos es tentativa ya que las lenguas poco documentadas, están muy poco documentadas y su adscripción provisional se realiza sobre la base de solo dos formas léxicas:
|             |         | fuego  | agua  |
| ----------- | ------- | ------ | ----- |
| Central     | Masalit | wàasu  | sàa   |
| Central     | Marfa   | wasik  | sa    |
| Norte       | Maba    | wàsìk  | anjii |
| Norte       | Kodoi   | wʌsîk  | ʌnjí  |
| Runga-Kibet | Aiki    | n's'k  | tàk   |
| Runga-Kibet | Kibet   | n's'k  | ta    |
| Runga-Kibet | Muru    | nussuk | ta    |
| Runga-Kibet | Dagal   | nussuk | taa   |
| Otras       | Karanga | itak   | aji   |
| Otras       | Baxat   | itak   | aji   |

Otras dos lenguas designadas comúnmente como "lengua mimi" y testimoniadas solo mediante listas de vocabulario recogidas por Decorse (Mimi-D) y Nachtigal Mimi-N), han sido también clasificadas como lenguas maba, aunque esto ha sido discutido. El mimi-N parece estar solo remotamente relacionado, y G. Starostin ha argumentado que el mimi-D no es una lengua maba, contrariamente a lo que considera J. Edgar, y que las similitudes superficiales podrían deberse al contacto con los maba, que son el grupo localmente dominante.

## Descripción lingüística
De entre las lenguas maba solo para cuatro de ellas se cuenta con un material léxico suficiente para poder hacer trabajo lingüístico: el maba (propiamente dicho), el masalit, el aiki (o runga) y el kibet. Para el resto de lengua no existe suficiente material disponible como para poder juzgar su posición dentro del grupo. El koboi es casi con seguridad una variedad de maba (que es llamado 'lengua original' por los propios hablantes de maba). Para el muru y el dagal se disponen algunos datos compilados por Nougayrol (1986) y Tourenq (1913), que sugieren que están algo más cerca del kibet y el aiki. Los únicos datos publicados sobre el karanga, el baxat y el marfa es la breve lista de siete palabras de Le Rouvreur (1962: 168).

### Fonología
J. Edgar (1991) es un trabajo comparativo preliminar sobre las cuatro lenguas maba mejor documentadas, en ese trabajo se recopilan 242 formas léxicas, la mayoría de ellas con equivalentes claros en al menos tres de estas lenguas. A partir de las palabras con correspondencias claras se propone un conjunto de cognados con los que es esboza el sistema fonológico del proto-mabano. El sistema propuesto por J. Edgar (1991) es:
|                |                | Labial | Labial | Coronal     | Coronal     | Palatal | Palatal | Velar | Velar |
| -------------- | -------------- | ------ | ------ | ----------- | ----------- | ------- | ------- | ----- | ----- |
| oclusiva       | sorda          |        |        | *t          | *t          |         |         | *k    | *k    |
| oclusiva       | sonora         | *b     | *b     | *d          | *d          | *ɟ      | *ɟ      | *g    | *g    |
| fricativa      | fricativa      | *f     | *f     | *s, *s1     | *s, *s1     | *ʃ      | *ʃ      |       |       |
| líquida        | líquida        |        |        | *r, *l, *l1 | *r, *l, *l1 |         |         |       |       |
| nasal          | continua       | *m     | *m     | *n          | *n          |         |         | *ŋ    | *ŋ    |
| nasal          | prenasalizada  | *mb    | *mb    | *nd         | *nd         |         |         | *ŋg   | *ŋg   |
| semiconsonante | semiconsonante | *w     | *w     |             |             | *y      | *y      |       |       |
Los fonemas /s1, *l1, *ʃ/ no pueden ser construidos en todos sus detalles aunque presentan correspondencias más o menos regulares en las lenguas mabas modernas su naturaleza articulatoria en la protolengua no está clara. Por ejemplo /s1/ presenta como reflejos en las lenguas modernas o bien /s/ o bien /t/ (tal vez se trata de una africada  /ʦ/ o una palatal /c/) y /*l1/ se refleja en diferentes lenguas como  /r/,  /l/ o  /y/.

### Comparación léxica
Los numerales en diferentes lenguas maba son:
| GLOSA | Maba         | Masalit | Runga-Kibet | Runga-Kibet | PROTO- MABANO |
| GLOSA | Maba         | Masalit | Kibet       | Aiki        | PROTO- MABANO |
| ----- | ------------ | ------- | ----------- | ----------- | ------------- |
| '1'   | tɛ́g tɔ́ː      | tíyóŋ   | dowai       | kʰanˈda     | *tuwa-ni      |
| '2'   | mbàːr mbùl   | mbárá   | mbaʀ        | mba         | *mbàːr        |
| '3'   | kùŋàːl káyáŋ | káaŋ    | kʰasaŋˈgal  | kʰazaŋɡa    | *kàsáŋgà-l    |
| '4'   | àssàːl ássíː | áás     | ʔaːtal      | attɛi       | *aʧal-        |
| '5'   | tùːr túːr    | tóór    | tor         | tur         | *tuːr         |
| '6'   | (sìttàːl)    | ít̪í     | ʔisal       | izɛi        | *it̪-(?)       |
| '7'   | mɛ́ndrìː      | màrí    | mɪndɪrsɪʔ   | mɪndirsi    | *mɪndɪr-sɪ-k  |
| '8'   | íyyáː        | àd̪á     | mbaːkʰl     | mbɑkadeli   |               |
| '9'   | ɔ̀ddɔ̀yí       | àyi     | kʰadɛijə    | kʰaddɛl     | *kada-li      |
| '10'  | ɔ̀ttúg        | ùt̪úk    | jutʊk̚       | jtuk̚        | *ùtúk         |
Los términos entre paréntesis podría ser préstamos desde el árabe.